# Seleção Mexicana de Polo
A Seleção Mexicana de Polo é a seleção nacional de polo do México. É administrada pela Federação Mexicana de Polo (FMP) e representa o México nas competições internacionais de polo.
É uma das principais seleções nacionais de polo da zona da América do Norte e Central na história do Campeonato Mundial de Polo, tendo conquistado o segundo lugar na edição inaugural do torneio, em 1987, e duas vezes a medalha de bronze, em 1995 e em 2008.

## Títulos

### Olimpíadas
O polo foi introduzido nos Jogos Olímpicos na edição de Paris 1900. Com participações intercaladas em outras três Olimpíadas, o polo foi removido do programa olímpico após os Jogos de Berlim 1936.
A seleção mexicana teve duas participações olímpicas, em 1900 e 1936, em ambas conquistou a medalha de bronze.
| Edição      | Classificação |
| Paris 1900  | 3             |
| Berlim 1936 | 3             |
| ----------- | ------------- |

### Campeonato Mundial
Os Campeonatos do Mundo de Polo não tiveram presença mexicana em cinco eventos finais, nos demais eventos em que se fez presente, a seleção do México conquistou um vice-campeonato e dois terceiros lugares.
| Ano  | Sede             | Classificação     |
| ---- | ---------------- | ----------------- |
| 1987 | Buenos Aires     | 2                 |
| 1989 | Berlim           | Não se qualificou |
| 1992 | Santiago         | 1.ª fase          |
| 1995 | São Maurício     | 3                 |
| 1998 | Santa Barbara    | Não se qualificou |
| 2001 | Melbourne        | Não se qualificou |
| 2004 | Chantilly        | 1ª fase           |
| 2008 | Cidade do México | 3                 |
| 2011 | Estancia Grande  | 1.ª fase          |
| 2015 | Santiago         | Não se qualificou |
| 2017 | Sydney           | Não se qualificou |
| 2022 | Wellington       | 1.ª fase          |